# Hishi (Schiff)
Die Hishi (japanisch 菱 ‚Wassernuss‘ (als botanische Art Trapa japonica)) war ein Zerstörer 2. Klasse der Momi-Klasse der Kaiserlich Japanischen Marine, der im Zweiten Weltkrieg zum Einsatz kam.

## Geschichte
Die spätere Hishi wurde am 10. November 1920 durch Uraga Dock in Yokosuka auf Kiel gelegt. Der Stapellauf erfolgte am 9. Mai 1921 und die Indienststellung am 3. März 1922.
1939/40 wurde das Schiff zum Patrouillenboot Nr. 37 (jap. 第37号哨戒艇, Dai-37-gō shōkaitei) umgerüstet und 1942 im Zweiten Weltkrieg zerstört.
Namensgeber für diese Schiffsklasse war der Zerstörer Momi. Es waren die ersten japanischen Zerstörer, die nicht nach britischen Vorlagen gebaut wurden. Insgesamt wurden einundzwanzig Einheiten dieser Klasse gebaut.
Da die Hauptbewaffnung (12-cm-Geschütze) in einer zentralen Linie und die Torpedorohre zwischen Vorschiff und Brücke aufgestellt wurden, verbesserte sich die Hochseefähigkeit dieser kleinen Zerstörer beträchtlich. Die Geschwindigkeit von 36 kn und der geringe Tiefgang machte die Schiffe aber auch zu vorzüglichen Zerstörern in flachen Küstengewässern.
Ab 1939 wurden vierzehn der noch vorhandenen siebzehn Einheiten dieser Klasse modernisiert, neun wurden zu Patrouillenbooten und fünf zu Trainingsschiffen/Tendern umgebaut.
Die Hishi wurde zum Patrouillenboot Nr. 37. Bis zum Abschluss der Umbaumaßnahmen am 1. April 1940 wurde ein Kessel der Maschinenanlage entfernt, das Heck zur Aufnahme eines Daihatsu-Landungsbootes (ca. 14 m lang, Ladekapazität 1 Panzer oder 70 Mann oder 10 Tonnen Material) modifiziert und Unterkünfte für 150 Mann Landungstruppen eingerichtet. Zusätzlich wurde die Bewaffnung den geänderten Bedürfnissen, speziell für die Abwehr von U-Boot- und Flugzeugangriffen, angepasst. Um die Stabilität zu verbessern, wurde die Wasserverdrängung durch zusätzlichen Ballast auf 935 Tonnen erhöht.
Eingesetzt wurde das Patrouillenboot Nr. 37 hauptsächlich in chinesischen Gewässern und zur Unterstützung von amphibischen Landungsoperationen zu Beginn des japanischen Vormarschs im Pazifik während des Zweiten Weltkriegs. Beteiligt war es unter anderem an der Landung auf Tarakan und auf Borneo im Januar 1942. Dort wurde das Schiff am frühen Morgen (ca. 3:45 Uhr) des 24. Januars 1942 durch die Zerstörer USS Pope und USS Parrot mit Geschützfeuer und Torpedos schwer beschädigt und auf Grund gesetzt (Position: 1° 24′ S, 117° 2′ O). Es wurde später geborgen, wegen der schweren Schäden aber nicht repariert und aus der Flottenliste gestrichen.